# Jarl Ingvarsson
Jarl Ingvarsson, född 1955 i Eritrea, är en svensk målare.
Jarl Ingvarsson gick på Kungliga konsthögskolan 1978–1983 och är ledamot i Kungliga Akademien för de fria konsterna sedan 1995. Ingvarssons värld kunde anas redan på debuten på Galleri Boibrino 1984. Här fanns spår av det italienska transavantgardet och den tyska punkgenerationens måleri. Likt dess portalfigurer, som Francesco Clemente, Jörg Immendorf och Martin Kippenberger, verkade Ingvarsson genom ett rått, figurativt måleri, som uppkäftigt tog spjärn mot den i internationella sammanhang dominerande minimalismen och konceptkonsten. I detta intensiva måleri härskar en färgens och formens musikalitet, och därtill har Ingvarson, precis som Erland Cullberg, "alltid haft en förmåga att frysa en blick eller ett ansiktsuttryck mitt i en explosiv rörelse".
Jarl Ingvarsson finns representerad på bland annat Moderna museet i Stockholm, Norrköpings konstmuseum och på Malmö konstmuseum. Han har deltagit i Carnegie Art Award 2003 och 2008 och Sedan 1993 har han haft flera separatutställningar på Galleri Lars Bohman i Stockholm. År 2004 hade Jarl Ingvarsson också en stor separatutställning på VIDA Museum & Konsthall på Öland.
Han fick Sten A Olssons kulturstipendium 2000. 2018 mottog han Prins Eugen-medaljen för framstående konstnärlig gärning.